# Lohnnebenkosten
Lohnnebenkosten (oder Personalnebenkosten, Lohnzusatzkosten) sind in der Betriebswirtschaftslehre und im Personalwesen Personalkosten, die Arbeitgebern zusätzlich zu den Lohnkosten entstehen.

## Allgemeines
Bei den Lohnnebenkosten handelt es sich um Nebenkosten, die vom Arbeitgeber zusätzlich zu dem Arbeitsentgelt gezahlt werden.
Den Begriff der Lohnnebenkosten wendet das Statistische Bundesamt für die indirekten Arbeitskosten an. Die deutsche amtliche Statistik übernimmt seit 2004 die bei Eurostat und der Internationalen Arbeitsorganisation (ILO) gebräuchliche Gliederung in Bruttolöhne und -gehälter einerseits (direkte Arbeitskosten) und Lohnnebenkosten andererseits (indirekte Arbeitskosten). Es handelt sich dabei um ein volkswirtschaftliches Aggregat, das weiter gefasst ist als der personalwirtschaftliche Begriff.

## Arten
„Direkte Lohnkosten“ sind diejenigen Zahlungen, die der Arbeitgeber unmittelbar an den Arbeitnehmer leistet, „indirekt“ sind die vom Arbeitgeber an Dritte geleisteten Zahlungen. Lohnnebenkosten sind überwiegend direkte Zahlungen. Zu den Lohnnebenkosten gehören:
- Anwerbungskosten
- Beihilfen für Arztleistungen, Zahnersatz und Kuren,
- vom Arbeitgeber gestellte Berufskleidung,
- Fahrtkosten,
- Lohnsummensteuern,
- Reisegeld,
- Umzugskostenerstattungen,
- Verpflegungsgutscheine,
- Zuschuss zur Kantine, Zuschüsse des Arbeitgebers zum Krankengeld (indirekte Lohnnebenkosten).

Die durch Gesetze vom Arbeitgeber zu leistenden Arbeitgeberbeiträge, Entgeltfortzahlung im Krankheitsfall und ähnliche Pflichtabgaben gehören zu den Sozialkosten und erhöhen damit die soziale Sicherheit der Arbeitnehmer.

## Einordnung der Lohnnebenkosten
Je nach Perspektive werden die Arbeitgeberbeiträge zur sozialen Sicherung der Arbeitnehmer entweder als zusätzliches Bruttoeinkommen gesehen oder als zweckgebundener Abzug vom eigentlich angemessenen Einkommen. Geschichtlich trifft die zweite Sichtweise zu. Die soziale Sicherung wurde eingeführt, um unvermeidlich gewordene Lohnerhöhungen teilweise obligatorisch zur Sicherung gegen individuelle Lebensrisiken zu verwenden.
Den Lohnnebenkosten steht auch ein Nutzen gegenüber. Denn die Notwendigkeit zur Versicherung sozialer Risiken bleibt nach Wegfall der Arbeitgeberanteile (oder der gesamten Sozialversicherungsbeiträge) bestehen, d. h. ein Arbeitnehmer müsste auch nach Wegfall der Lohnnebenkosten Kosten für die allgemeinen Lebensrisiken aufwenden.

## Personalzusatzkosten
Das Institut der deutschen Wirtschaft spricht nicht von Lohnnebenkosten, sondern von Personalzusatzkosten. Bei den Definitionen greift es auf Statistiken von Eurostat zurück. Demnach setzen sich die Arbeitskosten je geleisteter Arbeitsstunde aus dem direkten Stundenlohn („direktes Arbeitsentgelt“) und den Personalzusatzkosten zusammen. Der Direktlohn, also das so genannte direkte Arbeitsentgelt, besteht aus dem Entgelt für geleistete Arbeit einschließlich der Überstundenzuschläge, Schichtzulagen und regelmäßig gezahlter Prämien.
Die Personalzusatzkosten setzen sich aus den übrigen direkten Kosten, die im Jahresverdienst enthalten sind, und den indirekten Kosten zusammen. Zu den direkten Personalzusatzkosten zählen u. a. die Entlohnung für arbeitsfreie Tage (Urlaub und Feiertage), Sonderzahlungen (z. B. Weihnachtsgeld), sonstige Geldzuschüsse und Naturalleistungen.
Als indirekte Personalzusatzkosten werden die Arbeitgeberbeiträge zur Sozialversicherung, die Lohnfortzahlung im Krankheitsfall, sonstige Aufwendungen sozialer Art und die Kosten der Berufsausbildung bezeichnet.

## Situation in Deutschland
In Deutschland liegen die Lohnnebenkosten unterhalb des EU-Schnitts. Zu den Lohnnebenkosten gehören in Deutschland folgende auf den Arbeitgeber entfallenden Anteile:
| Kostenart                                                        | Stand       | Beitrag AG      | Beitrag AN | Bemerkung |
| ---------------------------------------------------------------- | ----------- | --------------- | ---------- | --- |
| Rentenversicherung                                               | Januar 2020 | 9,3 %           | 9,3 %      | Die gemeinsam zu tragenden Beiträge fallen bis zu den jeweiligen Beitragsbemessungsgrenzen an. |
| Gesetzliche Krankenversicherung allgemeiner Beitragssatz         | Januar 2020 | 7,3 %           | 7,3 %      | Den ggf. zusätzlichen, von der jeweiligen Krankenkasse erhobenen kassenspezifischen Zusatzbeitrag trug bis in das Jahr 2018 ausschließlich der Arbeitnehmer. Seit dem 1. Januar 2019 wird der Zusatzbeitrag zur Krankenversicherung zu gleichen Teilen von Arbeitnehmern und Arbeitgebern getragen. Der durchschnittliche Zusatzbeitragssatz in der gesetzlichen Krankenversicherung für das Jahr 2020 beträgt 1,1 %. |
| Gesetzliche Krankenversicherung ermäßigter Beitragssatz          | Januar 2020 | 7,0 %           | 7,0 %      | Den ggf. zusätzlichen, von der jeweiligen Krankenkasse erhobenen kassenspezifischen Zusatzbeitrag trug bis in das Jahr 2018 ausschließlich der Arbeitnehmer. Seit dem 1. Januar 2019 wird der Zusatzbeitrag zur Krankenversicherung zu gleichen Teilen von Arbeitnehmern und Arbeitgebern getragen. Der durchschnittliche Zusatzbeitragssatz in der gesetzlichen Krankenversicherung für das Jahr 2020 beträgt 1,1 %. |
| Arbeitslosenversicherung                                         | Januar 2020 | 1,2 %           | 1,2 %      | |
| Pflegeversicherung                                               | Juli 2023   | 1,7 %           | 1,7 %      | 0,6 % Zuschlag für kinderlose Arbeitnehmer ab 23 Jahre; im Freistaat Sachsen 1,2 % für AG und 2,2 % für AN |
| Gesetzliche Unfallversicherung                                   |             | 1,6 %           | –          | abhängig vom Unfallrisiko |
| Umlage U1 nach dem Aufwendungsausgleichsgesetz                   | Januar 2018 | 1,10 % – 3,90 % | –          | Für Betriebe mit in der Regel nicht mehr als 30 Arbeitnehmern. Die Höhe der Umlagesätze sind abhängig von der Satzung der Krankenkasse und den Erstattungssätzen (zwischen 40 % und 80 %). |
| Umlage U2, Mutterschaftsgeld                                     | Januar 2018 | 0,14 % – 0,88 % | –          | Höhe abhängig von der Satzung der Krankenkasse |
| Umlage U3 für das Insolvenzgeld                                  | Januar 2020 | 0,06 %          | –          | |
| Urlaubsentgelt nach BUrlG Entgeltfortzahlung während des Urlaubs |             |                 | –          | |

Der Arbeitgeberbeitrag liegt damit bei ca. 21 % des Bruttolohns des Arbeitnehmers, wenn der Arbeitslohn die Beitragsbemessungsgrenzen nicht übersteigt. Für den Teil des Bruttolohns, der die Beitragsbemessungsgrenze übersteigt, fallen keine Sozialversicherungsbeiträge an.
Die Beitragshöhe wird seit dem 1. Januar 2009 für alle Sozialversicherungszweige von der Bundesregierung festgelegt; zuvor war der Beitrag zur Krankenversicherung von der Kasse abhängig, die der Arbeitnehmer gewählt hat. Der Arbeitnehmer trägt weitere 20,625 % seines Bruttolohns zur Sozialversicherung bei. In der Pflegeversicherung zahlen Kinderlose ab dem 23. Lebensjahr einen Zuschlag von 0,25 %. In Sachsen zahlen die beitragspflichtigen Personen 1,475 % (1,95 %: 2 + 0,5 %) vom beitragspflichtigen Entgelt (bis zur Beitragsbemessungsgrenze). Hinzu kommt ggf. noch der Zuschlag für Kinderlose. Arbeitgeber in Sachsen zahlen zur finanziellen Entlastung an Stelle des weiterhin bestehenden Feiertags dementsprechend 0,475 % (1,95 %: 2 - 0,5 %) des beitragspflichtigen Entgelts.
Die Sozialabgaben stellen eine Pflichtversicherung dar und können auch nicht durch Vereinbarung zwischen Arbeitgeber und -nehmer ausgeschlossen werden, sofern ein versicherungspflichtiges Arbeitsverhältnis besteht. Der Beitrag des Arbeitnehmers wird vom Arbeitslohn einbehalten. Sowohl der Arbeitnehmer- als auch der Arbeitgeberanteil am Gesamtsozialversicherungsbeitrag werden vom Arbeitgeber monatlich an die zuständige Einzugsstelle (Krankenkasse) weitergeleitet. Die Einzugsstelle verteilt den Gesamtsozialversicherungsbeitrag auf die einzelnen Sozialversicherungsträger.
Den Beitrag zur Unfallversicherung zahlt der Arbeitgeber unmittelbar an den zuständigen Unfallversicherungsträger. Dies ist in der Regel eine Berufsgenossenschaft.

### Maßnahmen zur Senkung der Sozialkosten in Deutschland
Für den Arbeitgeber stellen die Lohnnebenkosten einen finanziellen Aufwand dar. Arbeitgeberverbände kritisieren, dass diese Kosten die Kosten der Beschäftigung erhöhen. Aus diesem Grund verwenden Arbeitgeberverbände, marktliberale Politiker und arbeitgebernahe Interessenverbände den Begriff Lohnzusatzkosten. Diese Bezeichnung ist ungenau und ggf. irreführend. Es sollte beachtet werden, dass nicht alle möglichen Zusatzkosten bei Zahlung eines Arbeitslohns auf Nebenkosten zurückzuführen sind, da Zusatzkosten auch auf konkrete Maßnahmen (z. B. Feiertagszulagen, Zulagen bei Auslandstätigkeit etc.) oder besondere Vorkommnisse (z. B. Lohnfortzahlung bei Krankheit, Wartezeiten aufgrund von technischen oder wetterbedingten Störungen etc.) zurückführen sind.
Nach den Berechnungen des Bundesministeriums für Gesundheit sind in der Zeit von 1991 bis 2003 die Anteile der Arbeitgeber an der Finanzierung der Sozialleistungen von 39,1 % auf 33,7 % zurückgegangen.
Um Arbeitslose noch stärker zu fordern, wurde das sogenannte Hartz-Konzept geschaffen und u. a. im Rahmen der Agenda 2010 der rot-grünen Bundesregierung (in modifizierter Form) umgesetzt. Es bewirkt im Niedriglohnbereich eine Senkung der Sozialversicherungsbeiträge. Dafür wurden die Instrumente Minijob und Midijob geschaffen, die neben das reguläre Beschäftigungsverhältnis treten. Gleichzeitig wurden durch die Agenda 2010 weitere Teile der bisher als Arbeitgeber- und Arbeitnehmerbeiträge abgeführten Sozialversicherungskosten dem Nettoeinkommen der Arbeitnehmer angelastet, sowie auf der Ausgabenseite Rentenauszahlungen, Leistungen der Krankenversicherung und Arbeitslosengeld gekürzt.
Kritiker befürchten, dass durch diese Maßnahmen Vollarbeitsplätze durch billigere Jobs ersetzt würden und keine neuen Arbeitsplätze entstünden, wodurch das Sozialversicherungssystem durch Einnahmeausfälle weiter geschwächt würde. Das Hartz-Konzept beruhe auf einer einzelwirtschaftlichen Sicht der Dinge, die die makroökonomischen Auswirkungen ausblende.
Kritiker der Fixierung auf die Höhe der Lohnnebenkosten geben zu bedenken, dass Lohnersatzleistungen die Nachfrage in Zeiten konjunktureller Schwäche stützen, sie mithin neben ethischen (kollektive Absicherung von Lebensrisiken) auch volkswirtschaftlich sinnvolle Aufgaben erfüllen. Dieser keynesianischen Auffassung wirft man vor, sie berücksichtige nicht die langfristige Entwicklung. Jedoch wird darauf hingewiesen, dass es sich um eine bleibende Nachfrageschwächung handelt, die bis in die zukünftige Entwicklung hineinwirkt. Dagegen steht die Beurteilung jener Ökonomen, die grundsätzlich von einer Stabilität des marktwirtschaftlichen Systems ausgehen und die behaupten, dass die derzeitige Arbeitslosigkeit nicht auf einem Nachfrageproblem beruhe. Auch führen Kritiker an, dass Lohnnebenkosten nicht die entscheidende Größe zur Beurteilung der Wirtschaftlichkeit der eingesetzten Arbeit seien, sondern die Lohnstückkosten sowie die Stückgewinne. Diese gäben Aufschluss über die Produktivität und die Wettbewerbsfähigkeit einer Volkswirtschaft.

## International

### Schweiz
Die Lohnnebenkosten in der Schweiz teilen sich zurzeit (2015) folgendermaßen auf:
Alters- und Hinterlassenenversicherung (AHV), Invalidenversicherung (Schweiz), Erwerbsersatzordnung
5,15 % (weitere 5,15 % trägt der Arbeitnehmer). Die Beitragspflicht beginnt für Erwerbstätige am 1. Januar nach Vollendung ihres 17. Altersjahres, für Nichterwerbstätige am 1. Januar nach Vollendung ihres 20. Alterjahres. Der Mindestbeitrag beläuft sich auf 480 Fr. pro Jahr. Selbständige zahlen reduzierte Beiträge: Bei einem Einkommen von 56.400 Fr. und höher 9,7 %, für Einkommen unter 56.400 Fr. gelten abgestufte, reduzierte Sätze, die bei einem Einkommen von mindestens 9.400 Fr. nur noch 5,223 % betragen. Zusätzlich zu den AHV-Beiträgen kommen Verwaltungskosten, die je nach AHV-Kasse zwischen 0,05 % und 0,2 % der Lohnsumme betragen und vom Arbeitgeber zu tragen sind.
Arbeitslosenversicherung (ALV)
1,1 % auf Löhne bis 126.000 Fr., weitere 1,1 % trägt der Arbeitnehmer. Für Lohnteile über 126.000 Fr. beträgt der Beitrag 0,5 % des maßgebenden Jahreslohnes. Auf Lohnteile über 315.000 Fr. werden seit 2014 ebenfalls ALV-Beiträge erhoben. Selbständige mit Einzelfirmen sind nicht versicherungspflichtig, sie können auch nicht freiwillig der öffentlichen AL-Versicherung beitreten.
Unfallversicherung (UVG/NBU)
Der Arbeitgeber bezahlt die Prämien für Betriebsunfälle und Berufskrankheiten, der Arbeitnehmer die für Freizeitunfälle (NBU). Die Prämien werden vom UVG-pflichtigen Lohn, höchstens von 126.000 Fr. bemessen. Die NBU-Versicherung ist nur dann gesetzlich vorgeschrieben, wenn Arbeitnehmer mehr als 8 Stunden pro Woche arbeiten. Die Prämien sind von der Branche und vom Risiko abhängig: Im Durchschnitt 0,4 % für die UVG und eine Prämie von 1,3 % bis 3 % für die NBU. Selbstständige sind nicht UVG/NBU-pflichtig, eine freiwillige Versicherung ist möglich, aber teuer: die Prämien sind oft doppelt so hoch wie die der Arbeitnehmer.
Krankentaggeld-Versicherung (KTG)
Eine Krankentaggeld-Versicherung ist für den Arbeitgeber freiwillig, jedoch kann er die Hälfte dieser Kosten dem Arbeitnehmer abwälzen, ein gesetzlicher Anreiz, das Unternehmer-Risiko bei einem Ausfall des Arbeitnehmers zu mindern. Die Prämien betragen zwischen 1,3 % und 3 % der Bruttolohnsumme, wobei Selbständige deutlich mehr bezahlen.
Krankenversicherung (KVG)
Diese ist in der Schweiz obligatorisch für alle Einwohner. Die Prämien für die Krankenversicherung gehören in der Schweiz nicht zu den Lohnnebenkosten, sondern werden den Versicherten von den Krankenkassen direkt verrechnet und sind in der Höhe einkommensunabhängig. Die Prämien der obligatorischen Grundversicherung werden pro Kopf erhoben und sind je nach Krankenkasse, Altersgruppe und Prämienregion unterschiedlich. Zahnbehandlungen sind von der Versicherung nicht gedeckt. Bei niedrigen Einkommen gewähren die Kantone eine unterschiedlich hohe Prämienvergünstigung von bis zu 50 % der Prämien, die allerdings von den betroffenen Personen jedes Jahr neu beantragt werden muss.
Pensionskasse (2. Säule)
Jeder Arbeitgeber muss für seine Arbeitnehmer einen Pensionskassen-Anschluss vorweisen können, die Arbeitnehmer selbst haben keine Wahlmöglichkeit. Die Pensionskassen sind meistens Versicherungen und Sammelstiftungen, können aber bei größeren Firmen auch dem Unternehmen angeschlossene Stiftungen sein. Es besteht Versicherungspflicht für alle Arbeitnehmer ab dem 1. Januar des Jahres, in welchem das 18. Altersjahr vollendet wird, und deren Brutto-Einkommen pro Arbeitsverhältnis über 21.150 Fr. im Jahr liegt. Bis zum vollendeten 24. Altersjahr sind nur Invalidität und Todesfall versichert. Danach kommt eine Alterskapitalbildung hinzu. Die Prämie richtet sich nach dem Alter und liegt zwischen 2,5 % bei unter 25-Jährigen und über 20 % bei über 55-Jährigen. Obligatorisch versichert ist jeweils nur der Lohnanteil bis 84.600 Fr. pro Jahr abzüglich eines Koordinationsabzugs von 24.675 Fr.
 Die Prämien tragen Arbeitgeber und Arbeitnehmer häufig je zur Hälfte, der Arbeitgeberanteil kann je nach Kanton, Arbeitgeber und gewählter Pensionskasse zwischen 1/2 und 2/3 liegen. Für das Kader einer juristischen Person (AG und GmbH) werden oftmals verbesserte, auf die ganze Lohnsumme bezogene Kaderversicherungen angeboten. Selbstständige können sich freiwillig der Pensionskasse ihrer Arbeitnehmer anschließen. Hier gelten für Arbeitnehmer und das Kader die gleichen Prämienhöhen und prozentualen Anteile.
Familienzulage
Die Familienzulagen werden (außer im Kanton Wallis) ausschließlich von den Arbeitgebern finanziert. Die Beiträge betragen 0,1 % bis 4,0 % der Bruttolohnsumme, abhängig von der Kantonszugehörigkeit. Für landwirtschaftliche Betriebe gilt eine Regelung auf Bundesebene (Beiträge 2 % des Einkommens). Die Selbständigen müssen sich im Kanton ihres Geschäftssitzes zwingend einer Familienausgleichskasse anschließen und müssen bis zu einem Erwerbseinkommen von 126.000 Fr. pro Jahr Beiträge an ihre Familienausgleichskasse leisten.
Die vom Arbeitgeber aufzubringenden Lohnnebenkosten liegen somit je nach Branche und Alter des Angestellten zwischen ca. 7,7 % und 16,2 %. Etwa derselbe Anteil wird dem Arbeitnehmer vom Bruttolohn abgezogen. Da es für die AHV keine Beitragsbemessungsgrenze wie in Deutschland gibt, sind die prozentualen Sozialabgaben bei niedrigen Löhnen nicht höher als bei höheren Löhnen, wenn man die vom Arbeitnehmer selbst getragene pro Kopf-Prämie der gesetzlichen Krankenversicherung nicht berücksichtigt. Darüber hinaus sind die Beitragssätze in der Schweiz niedriger und stabiler als in Deutschland.

### Europäischer Vergleich
Lohnnebenkosten 2018 im Verhältnis zum Bruttolohn. Auf 100 Euro Bruttoverdienst zahlten Arbeitgeber zusätzlich x Euro Lohnnebenkosten in Prozent. Verwendet wird die enge Abgrenzung (indirekte Kosten, die dem Arbeitgeber zusätzlich zu dem an den Arbeitnehmer gezahlten Bruttolohn entstehen).
| Land                      | Lohnnebenkosten in % des Bruttolohns 2018 | Lohnnebenkosten in % des Bruttolohns 2020 |
| ------------------------- | ----------------------------------------- | ----------------------------------------- |
| Europäische Union (EU 28) | 30                                        | 32                                        |
| Eurozone (EU 19)          | 34                                        | 32                                        |
| Schweden                  | 48                                        | 47                                        |
| Frankreich                | 45                                        | 45                                        |
| Italien                   | 40                                        | 40                                        |
| Österreich                | 38                                        | 41                                        |
| Tschechien                | 37                                        | 35                                        |
| Belgien                   | 37                                        | 36                                        |
| Slowakei                  | 37                                        | 37                                        |
| Estland                   | 35                                        | 35                                        |
| Spanien                   | 35                                        | 36                                        |
| Griechenland              | 33                                        | 34                                        |
| Niederlande               | 30                                        | 30                                        |
| Lettland                  | 29                                        | 28                                        |
| Deutschland               | 27                                        | 27                                        |
| Portugal                  | 26                                        | 25                                        |
| Finnland                  | 25                                        | 23                                        |
| Ungarn                    | 25                                        | 22                                        |
| Polen                     | 22                                        | 22                                        |
| Vereinigtes Königreich    | 20                                        | 20                                        |
| Slowenien                 | 19                                        | 18                                        |
| Bulgarien                 | 19                                        | 19                                        |
| Kroatien                  | 19                                        | 17                                        |
| Irland                    | 18                                        | 18                                        |
| Zypern                    | 16                                        | 19                                        |
| Dänemark                  | 16                                        | 15                                        |
| Luxemburg                 | 13                                        | 14                                        |
| Rumänien                  | k. A. Anm. 1                              | 5                                         |

Die Statistik versteht unter Lohnnebenkosten auch die Sozialkosten. In einigen EU-Mitgliedstaaten steigen die Lohnnebenkosten lediglich degressiv im Verhältnis zu den Lohnkosten.

## Wirtschaftliche Aspekte
Die Lohnnebenkosten sind zusammen mit den Sozialkosten Bestandteil der gesamten Personalkosten. Lohnnebenkosten und Sozialkosten sind mithin nicht identisch.
```
   
Lohnkosten

   + 
Sozialkosten

   + Lohnnebenkosten
   = 
Personalkosten
```

Die durch Gesetz oder Tarifvertrag anfallenden Teile der Personalkosten sind durch den Arbeitgeber nicht beeinflussbar, sondern müssen als Datenparameter hingenommen werden. Insofern wirken Gesetz oder Tarifvertrag bei den Sozial- und Lohnnebenkosten als Kosteneinflussgröße. Im Regelfall hängen die Lohnnebenkosten proportional mit den Lohnkosten zusammen, so dass eine Erhöhung der Lohnkosten meist auch eine Erhöhung der Lohnnebenkosten mit sich bringt.
Je mehr ein Unternehmen bereits mit hohen Lohnkosten belastet ist, desto höher sind die Sozialkosten bzw. die Lohnnebenkosten. Dieser Zusammenhang besteht grundsätzlich. Zwar steigen in einigen EU-Mitgliedstaaten die Lohnnebenkosten lediglich degressiv, jedoch besteht allgemein stets der Grundmechanismus, dass die Sozial- und Lohnnebenkosten für den Arbeitgeber vom Bruttolohn berechnet und diesem dann in Form von Lohnnebenkosten zugeschlagen werden.
Nicht nur Lohnkosten, sondern auch die Lohnnebenkosten sind ein Kostenfaktor, der die Ertragslage von Unternehmen belastet. Da bei personalintensiven Unternehmen die Personalkosten besonders stark ins Gewicht fallen, erreichen auch die Lohnnebenkosten einen hohen Anteil an den Gesamtkosten. Arbeitgeber können daher ihr Ziel der Kostensenkung nur bei der Verringerung der freiwilligen Sozial- und Lohnnebenkosten erfüllen. Eine Senkung der Lohnnebenkosten führt zwar zu einer höheren Arbeitsnachfrage und in der weiteren Definition (Einschluss der Arbeitnehmer-Beiträge zur Sozialversicherung) auch zu einer Erhöhung der frei verfügbaren Nettolöhne der Arbeitnehmer. Dies bewirkt aber nicht notwendig eine Belebung der Konjunktur und eine Zunahme der Beschäftigung, weil auch die Beiträge der Arbeitnehmer und Arbeitgeber nachfragewirksam sind (z. B. als Ausgaben im Gesundheitsbereich, in der Pflege, als Konsumausgaben der Rentner usw.). Wenn die Senkung der Lohnnebenkosten mit einer Senkung der Sozialleistungen (Rente, Krankenversicherungsleistungen und so weiter) verbunden ist, kann die gesamtwirtschaftliche Nachfrage sogar sinken.